# Kanton Oust
Kanton Oust (francouzsky Canton d'Oust) je francouzský kanton v departementu Ariège v regionu Midi-Pyrénées. Tvoří ho osm obcí.

## Obce kantonu
- Aulus-les-Bains
- Couflens
- Ercé
- Oust
- Seix
- Sentenac-d'Oust
- Soueix-Rogalle
- Ustou